# Société générale métallurgique d'Hoboken
La Société générale métallurgique d’Hoboken (SGMH) est une grande entreprise belge spécialisée dans les métaux non ferreux, à l'origine de laquelle on trouve la Société générale de Belgique. La société a été depuis intégrée dans l'Union minière, devenue Umicore.

## Histoire
À la fin des années 1880, le groupe allemand Metallgesellschaft, fondé en 1881 par les frères Ralph et William Merton, exploite d'importantes mines en Espagne, dont les minerais doivent être envoyés pour désargentation en Angleterre. Il s'allie avec Degussa, un autre groupe allemand, pour fonder la Société anonyme de désargentation, qui implante en 1888 une usine à Hoboken, près d'Anvers, reliée à la Ruhr par le chemin de fer, pour affiner le plomb venu d'Espagne mais surtout du Mexique, où Metallgesellschaft développe une importante filiale.
Son succès est tel que plus tard, en 1919, la Société générale de Belgique, qui veut construire une industrie intégrée et « nationale » des non-ferreux, reprendra l’usine pour l’apporter à une société nouvelle, la Société générale métallurgique d’Hoboken (SGMH). Le but de la grande banque est d'assurer en Belgique même le traitement du cuivre congolais. La SGMH va aussi favoriser le développement d’une industrie transformatrice nationale des non-ferreux qu’elle alimente en plomb, arsenic, bismuth, antimoine, cobalt et métaux précieux : argent, or, platine, palladium.
Dans les années 1920, l'usine purifie le radium extrait au Congo belge par l'Union minière du Haut Katanga, et produit du chlorure de radium, qui sera utilisé notamment par dans le cadre des travaux de Marie Curie,. L'uranium était également raffiné, jusqu'au milieu des années 1970.
En 1973, des animaux d'élevage dont le fourrage était anormalement élevé en plomb meurent à proximité de l'usine. La chanson La Ballade de Hoboken, écrite par Claude Semal au sein des Ateliers du zoning, dénonce cette pollution et ses effets sur les animaux et les habitants, notamment les enfants. L'attaque en justice pour diffamation menée par l'entreprise se termine par un acquittement.